# Inherent Resolve Campaign Medal
La Inherent Resolve Campaign Medal (médaille de la campagne Inherent Resolve) est une médaille de service et de campagne du ministère de la Défense des États-Unis (Department of Defense). La médaille a été créée par décret le 30 mars 2016 par le président des États-Unis Barack Obama.
La médaille peut être décernée aux membres de l'US Army (armée de terre), de la US Navy (marine), du US Marine Corps (corps des marines), de l'US Air Force (armée de l'air) et des US Coast Guard (garde-côtes) des États-Unis, pour le service en Irak, en Syrie ou dans les eaux ou l'espace aérien contigus, rétroactivement à partir du 15 juin 2014 jusqu'à une date qui n'a pas encore été déterminée. Les militaires qui ont reçu la Global War on Terrorism Expeditionary Medal (médaille expéditionnaire de la guerre mondiale contre le terrorisme) pour un service désormais couvert par la Inherent Resolve Campaign Medal peuvent demander à recevoir la Inherent Resolve Campaign Medal à la place de la Global War on Terrorism Expeditionary Medal. Aucun militaire ne pourra prétendre à la Global War on Terrorism Expeditionary Medal et à la Inherent Resolve Campaign Medal pour la même action, la même période ou le même service.

## Symbolique
Selon le site Internet de l'Institut d'héraldique de l'US Army des États-Unis (United States Army Institute of Heraldry), le poing et le poignard maillés de la médaille représentent "la force et le courage dans la défense de la liberté et de l'indépendance". Le scorpion empalé a été choisi parce que "le scorpion, symbole de la trahison et de la destruction, se trouve sur la plupart des grandes surfaces terrestres".
Le centre du ruban est de couleur orange, entouré de feu et de bleu, tirant ses teintes de la porte d'Ishtar et de la couleur de la topographie du sud-ouest de l'Eurasie, qui est principalement constituée de sable.

## Critères
Pour pouvoir prétendre à la Inherent Resolve Campaign Medal, le personnel doit avoir été rattaché à une unité basée en Irak ou en Syrie, avoir effectué des missions au-dessus de ces pays et/ou avoir servi dans les eaux contiguës pendant 30 jours consécutifs ou non. Les militaires qui ont été tués ou évacués médicalement de ces pays en raison de leurs blessures ont immédiatement droit à la médaille, tout comme les militaires qui ont participé aux combats. Les membres de la marine, du corps des marines et de l'armée de l'air n'ont droit à la Inherent Resolve Campaign Medal qu'après 30 jours consécutifs ou non consécutifs. Avec la publication du NAVADMIN 219/22, en vigueur le 1er juillet 2022, l'admissibilité à l'IRCM est limitée au pays de la Syrie, à son espace aérien et à ses eaux contiguës jusqu'à 12 milles nautiques (22 km).
Le personnel éligible recevra une médaille avec campaign star (étoile de campagne) s'il satisfait aux critères initiaux d'attribution. Le service lors des phases de campagne suivantes permet au personnel d'obtenir des étoiles de campagne supplémentaires.

## Phases et dispositifs de campagne
Les phases de campagne approuvées et les dates d'inclusion respectives pour la médaille de la campagne Inherent Resolve sont les suivantes,,,,:
| Phase           | de               | à                |
| --------------- | ---------------- | ---------------- |
| Abeyance        | 15 juin 2014     | 24 novembre 2015 |
| Intensification | 25 novembre 2015 | 14 avril 2017    |
| Defeat          | 15 avril 2017    | 1er juillet 2020 |
| Normalize       | 2 juillet 2020   | en cours         |

Exemples d'étoiles de campagne (campaign star) portées sur le ruban Inherent Resolve Campaign service ribbon:
| Bronze star                                           | N'importe laquelle des quatre phases |
| Bronze star · Bronze star                             | Deux des quatre phases               |
| Bronze star · Bronze star · Bronze star               | Trois des quatre phases              |
| Bronze star · Bronze star · Bronze star · Bronze star | Les quatre phases                    |

Le port des rubans suivants est autorisé sur le Inherent Resolve Campaign Medal:
- Campaign stars (toutes les branches)
- Arrowhead device (US Army, US Air Force, et US Space Force)
- Fleet Marine Force Combat Operation Insignia (Personnel de l'US Navy affecté à une unité du corps des Marines au combat)[13]

## Source
- (en) Cet article est partiellement ou en totalité issu de l’article de Wikipédia en anglais intitulé « Inherent Resolve Campaign Medal » (voir la liste des auteurs).